# Suaux
Suaux é uma comuna francesa na região administrativa da Nova Aquitânia, no departamento de Charente. Estende-se por uma área de 11,93 km². Em 2010 a comuna tinha 394 habitantes (densidade: 33 hab./km²).